# Красуня і страховисько
«Красуня і страховисько» (англ. The Hottie and the Nottie) — американська комедія 2008 року.

## Зміст
Нет Купер, із юності вражений красою Крістабель Еббот, через багато років розлуки розшукує свою кохану. Крістабель усе ще неодружена й разюче гарна, але нерозлучна зі своєю вельми несимпатичною компаньйонкою Джун Фіггс. Бажаючи позбутися Джун, Нет підшукує для неї бойфрендів, але наймані коханці відмовляються мати з нею справу навіть за гроші. Нет розуміє: Джун потребує радикальної зміни іміджу. Модна зачіска, грамотний макіяж, оновлення гардеробу – результат перевершив усі очікування. Коли Джун вибирається зі свого кокона, Нет усвідомлює, що дівчина його мрії, Крістабель – зовсім не красуня. Тепер перед ним зовсім інший геній краси.

## Ролі
- Періс Гілтон — Кристабель Ебботт
- Джоель Мур — Нейт Купер
- Крістін Лакін — Джун Фігг
- Грег Вілсон - Арно Блаунт
- Рон Браунлі — місіс Блаунт
- Йохан Урб — Йохан Ульріх
- Кетрін Фіоре — Джейн

## Критика
- Фільм провалився в прокаті: при бюджеті в $9 млн у прокаті по всьому світу він зібрав трохи більше 1,5 млн доларів. У перший вікенд показу він зібрав у США $27 696 в 111 кінотеатрах, тобто менше $250 з кінотеатру. За вікенд в одному кінотеатрі стрічку подивилися 35 глядачів, тобто на кожному сеансі було, в середньому, по п'ять осіб.
- Реклама фільму у Великій Британії свідчила: «Фільм номер один» (англ. The Number One Film), при цьому напис дрібним шрифтом додавала «…в рейтингу найгірших фільмів за версією IMDB» (англ. on the IMDb Bottom 100). У цій країні збори склали $ 34 231 в 28 кінотеатрах.
- У 2008-2010 рр.. фільм номінувався на 7 різних гірших нагород і виграв 3 з них: «найгірша актриса» та «найгірший акторський дует» в 2009 року, та «найгірша жіноча роль за минуле десятиліття» в 2010 року.
- Фільм був знятий менш ніж за 5 тижнів.

## Прем'єрний показ в різних країнах
| - США — 8 лютого 2008 (обмежений показ) - Росія — 21 лютого 2008 - Україна — 28 лютого 2008 - Велика Британія — 28 березня 2008 - Сінгапур — 17 квітня 2008 - Туреччина — 2 травня 2008 - Таїланд — 5 червня 2008 - Філіппіни — 25 червня 2008 | - Австралія — 21 липня 2008 (вихід на DVD) - Хорватія — 24 липня 2008 - Ісландія — 28 серпня (вихід на DVD) - Фінляндія — 3 вересня 2008 (вихід на DVD) - Греція — 22 вересня 2008 (вихід на DVD) - Угорщина — 21 жовтня 2008 (вихід на DVD) - Нідерланди — 18 листопад 2008 (вихід на DVD) |